# Louis Antoine Henri de Bourbon-Condé, duc d’Enghien

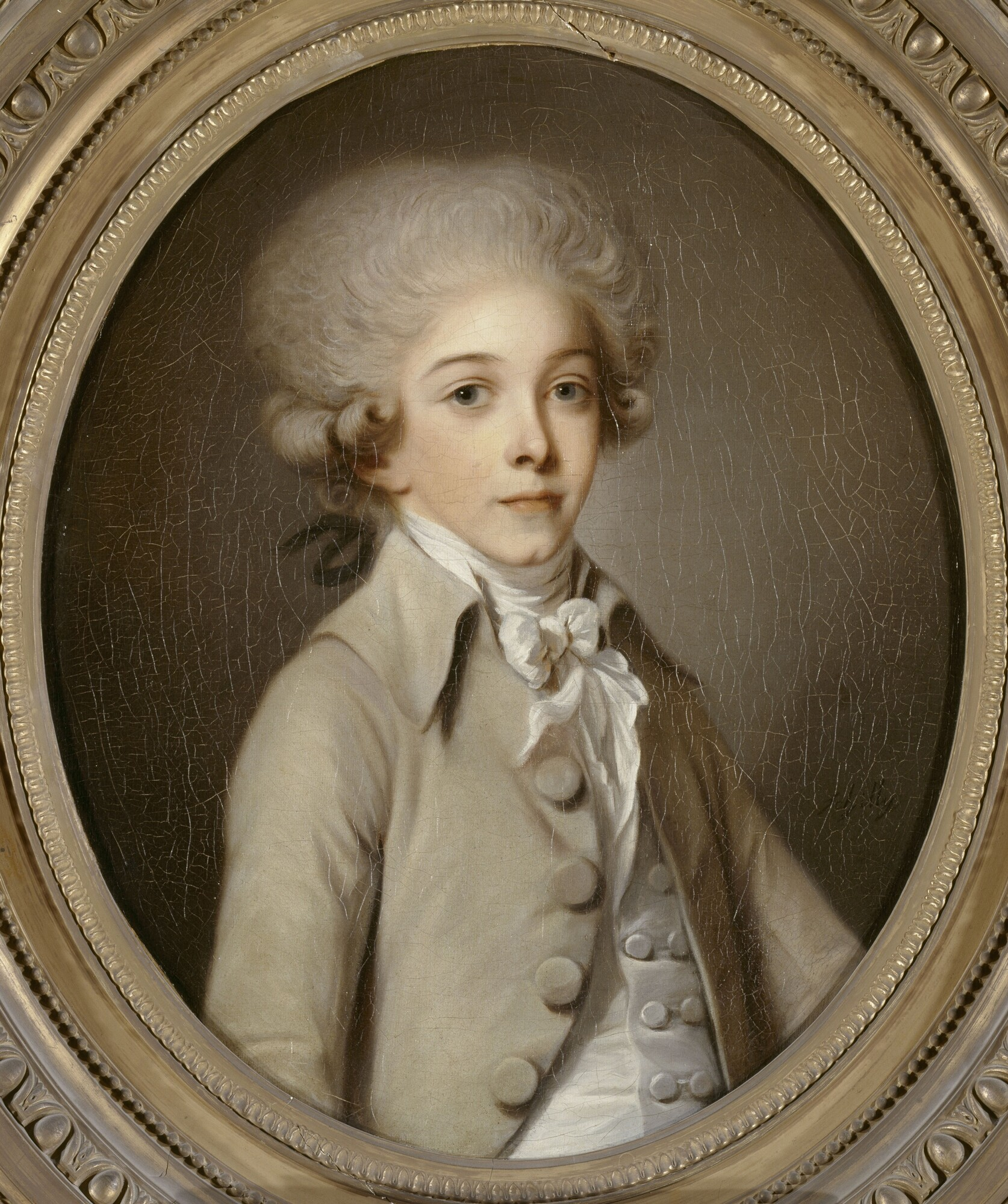
Jugendbildnis des Herzogs von Enghien

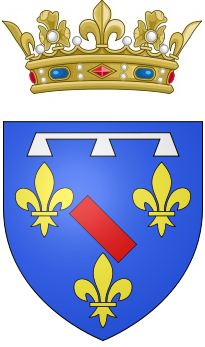
Wappen des Herzogs von Enghien.

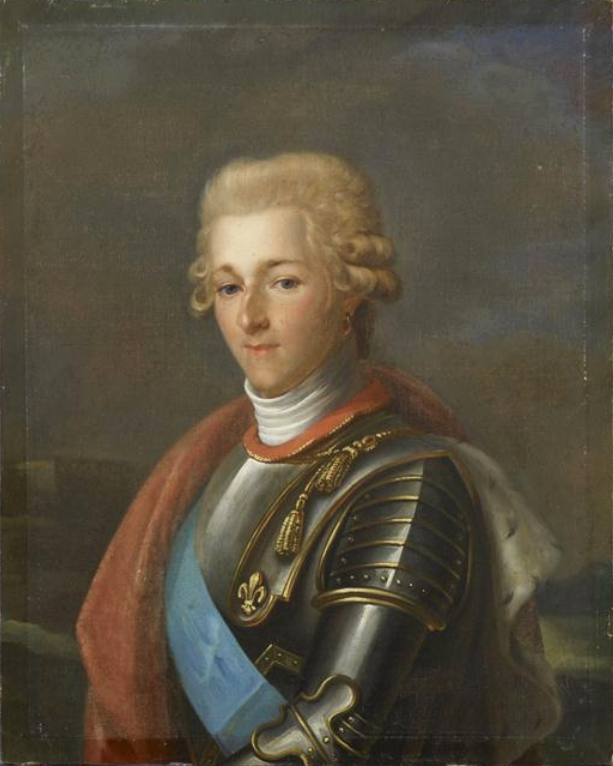
Louis Antoine de Bourbon, Herzog von Enghien.

Louis Antoine Henri de Bourbon, Herzog von Enghien (* 2. August 1772 in Chantilly; † 21. März 1804 im Schloss Vincennes) war ein französischer Herzog aus dem Haus Bourbon-Condé, den Napoleon Bonaparte verschleppen und nach einem Scheinprozess als „Emigrant, der vom Ausland bezahlt wird, um eine Invasion Frankreichs zu erleichtern“, erschießen ließ. Die Entführung und anschließende Hinrichtung sorgte im übrigen Europa für große Empörung und war zugleich ein abschreckendes Signal an die royalistischen Gegner Napoleons.

## Familie und Gegnerschaft zu Napoleon
Während der Französischen Revolution kämpfte der seit 1789 im Ausland lebende Herzog mit seinem Vater, dem Herzog Louis Henri Joseph de Bourbon, Fürst von Condé, im Emigrantenheer seines Großvaters Louis Joseph de Bourbon, Fürst von Condé, seit 1792 als Offizier der Kavallerie. Nach der Auflösung des Heeres im Jahr 1802 lebte der Herzog mit Prinzessin Charlotte de Rohan, „Mademoiselle de Rochefort“ (1767–1841), Nichte von Louis René Édouard de Rohan-Guéméné, in Ettenheim in Baden und unternahm gelegentliche Ausflüge nach Straßburg, wo die Bourbonen ein Agentennetz betrieben.

## Entführung und Hinrichtung
Nach einer aufgedeckten Verschwörung im August 1803 um die Generäle Georges Cadoudal, Jean-Charles Pichegru und Jean-Victor Moreau, die ein Attentat auf Napoleon in Malmaison planten, suchte Bonaparte mit Hilfe seines Polizeiministers Joseph Fouché nach einem Bourbonen, an dem man ein Exempel statuieren konnte. Der politisch unbedeutende Herzog war das am leichtesten zu erreichende Ziel.
Durch ein Kommandounternehmen, bestehend aus einem Gendarmeriedetachement und 300 Dragonern unter dem Befehl von Général de brigade Michel Ordener ließ ihn Bonaparte am 14./15. März von Ettenheim (Kurfürstentum Baden), wohin er geflüchtet war, nach Frankreich entführen, um ihm dort einen politischen Schauprozess wegen Hochverrats zu machen. Nach der Gefangennahme des Herzogs legte Ordener zeit seines Lebens Wert auf die Feststellung, dass er weder direkt noch indirekt an der Verurteilung und der Exekution desselben beteiligt gewesen sei. Bei der Verhaftung leistete der Herzog keinen Widerstand. Bereits während der Fahrt nach Vincennes erklärte er, dass er Napoleon unversöhnlichen Hass geschworen habe und jede Gelegenheit nutzen würde, um ihn zu bekämpfen. Die konfiszierten Papiere bewiesen, dass die Bourbonen Verschwörer gegen Napoleon anwarben. Daraufhin reagierte der Erste Konsul heftig:

„Warum führen sie nicht Waffen gegen mich? […] Stattdessen senden sie Straßenräuber aus, sprengen Paris in die Luft, töten Unschuldige. Dafür sollen sie mir blutige Tränen weinen.“

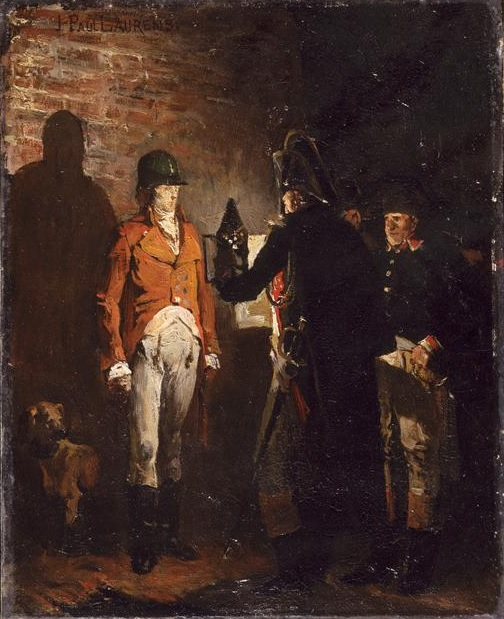
Die Hinrichtung des Herzogs von Enghien (Gemälde von Jean-Paul Laurens, 1873)

Enghien wurde am 20. März vor ein Tribunal von sieben Obristen gestellt, in dem der General Hulin den Vorsitz hatte. Er bezeichnete sich selbst stolz als Feind Bonapartes und des revolutionären Frankreich, wies aber jede Anschuldigung einer Teilnahme an einer Verschwörung gegen das Leben des Ersten Konsuls zurück und verlangte eine Unterredung mit demselben, die jedoch abgeschlagen wurde, da Napoleon die sofortige Vollstreckung des Todesurteils befohlen und sich überdies von Paris entfernt hatte. Am 21. März 1804 um vier Uhr morgens wurde das Todesurteil gefällt und eine halbe Stunde später im Graben des Schlosses Vincennes durch ein Erschießungskommando aus 16 Gendarmen der Gendarmerie d’élite de la Garde impériale  ausgeführt.

## Reaktionen und Folgen
Dieses Vorgehen schadete Napoleon außenpolitisch insbesondere in Deutschland und Preußen, da man die eigenen Souveränitätsrechte bedroht sah. Ein von Joséphine de Beauharnais überbrachtes Gnadengesuch hatte Napoleon zuvor abgelehnt.
Innenpolitisch hatte er jedoch mit dieser „terroristischen Hinrichtung“ (Louis Bergeron) alle weiteren royalistischen Komplotte erstickt und die Zustimmung der breiten Bevölkerung hinter sich. Bezeichnenderweise meinte Napoleon selbst als Reaktion auf die Empörung des Auslandes nur knapp: „Ich bin die Französische Revolution“.

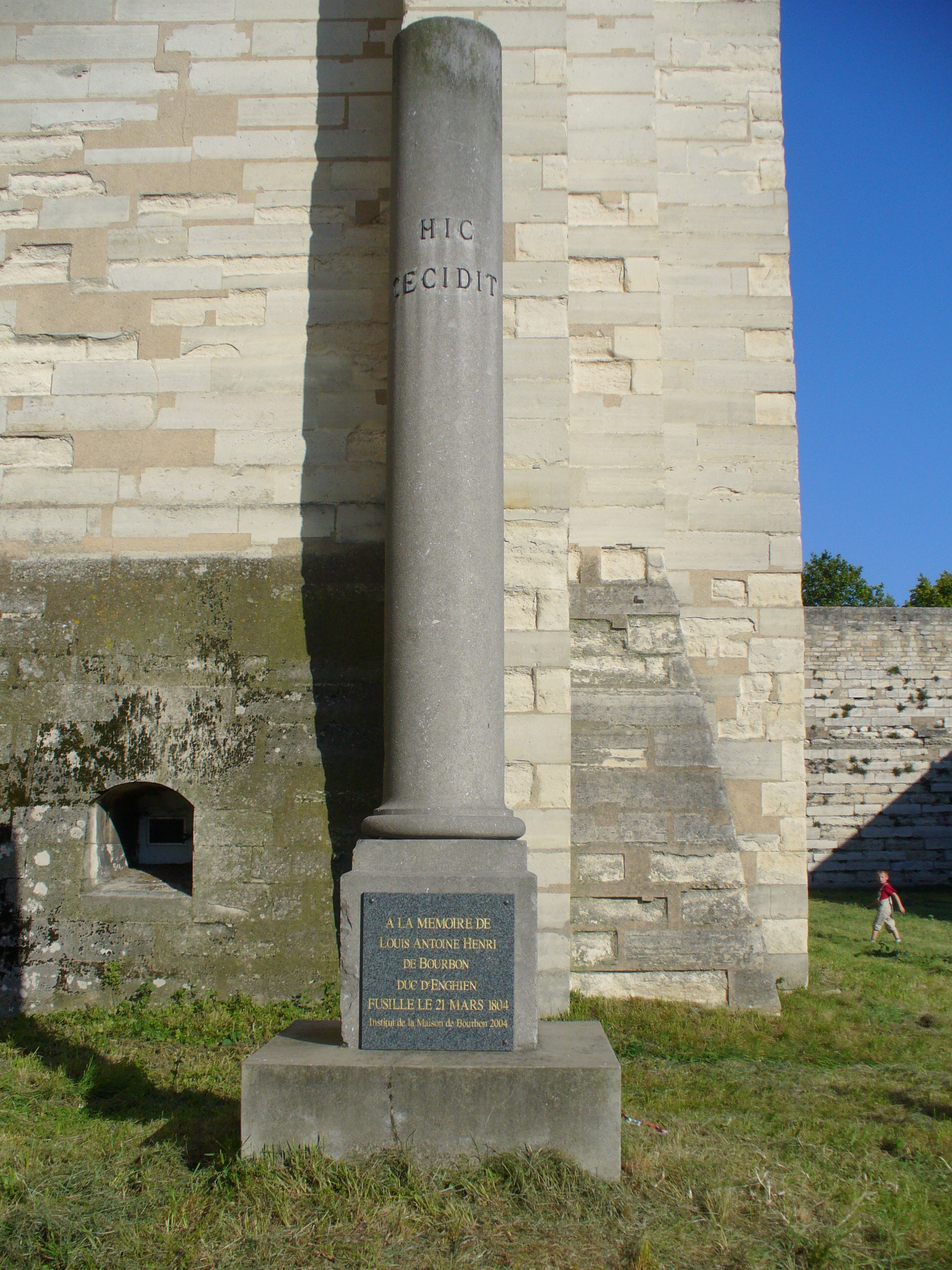
Denkmal für den Herzog von Enghien in Vincennes

Joseph Fouché urteilte über Napoleons Entscheidung später mit dem oft dem Außenminister Talleyrand zugeschriebenen Aphorismus „Das war schlimmer als ein Verbrechen, das war ein Fehler“. Napoleon suchte später die Schuld auf den damaligen Polizeiminister Savary und auf Talleyrand abzuwälzen und behauptete in den Mémoires de Ste-Hélène, ihm sei ein Brief des Herzogs erst zwei Tage nach dessen Tod von Talleyrand überreicht worden; Enghien hatte jedoch keinen Brief geschrieben. Savarys Rechtfertigungsschrift Sur la catastrophe de M. le duc d’Enghien (Paris 1823) veranlasste mehr als 20 verschiedene Schriften, die einen der Bände der Collection de mémoires sur la révolution française bilden, aber nur Napoleons Schuld konstatieren; auch Talleyrand wusste sich bei Ludwig XVIII. zu rechtfertigen. André Dupin machte die Aktenstücke bekannt und deckte das Gesetzwidrige im Verfahren gegen den Herzog auf.
Nach der Restauration wurde Enghiens Leichnam exhumiert und diesem von Ludwig XVIII. und den Kammern in der Kirche zu Vincennes ein Denkmal gesetzt.